# Gros-Horloge
A Gros-Horloge (Nagy óra) Rouen reneszánsz csillagászati órája, amely a róla elnevezett utca (Rue du Gros-Horloge) felett átívelő ház két oldalán mutatja az időt. Európa egyik legrégebbi órája.
A reneszánsz stílusú, 1389-ben készített órának csak kismutatója van. A számlapok közepén a Nap látható, a hatos alatt egy szerkezet az adott napot jelzi azzal, hogy különböző, győzelmi kocsiban utazó istenségeket jelenít meg. A tizenkettes szám felett egy gömb látható, amely a holdfázisoknak megfelelően változik. Az aranyozott díszítő elemekben többször megjelenik az áldozati bárány képe, amely Rouen címerében is szerepel, utalva a város életében fontos gyapjúkereskedelemnek. Az óra épületéhez egy harangtorony csatlakozik. 1832 körül William Turner megörökítette vázlatfüzetében az órát és a környező épületeket.